# Timoleón Jiménez
Rodrigo Londoño Echeverri melhor conhecido como Timoleón Jiménez ou Timochenko (22 de janeiro de 1959) foi o líder máximo das Forças Armadas Revolucionárias da Colômbia. Tomou posse logo após a morte de Alfonso Cano.
Timochenko estudou medicina e entrou para as FARC em 1982, sendo um dos membros mais antigos da organização, considerado especialista em inteligência e por ter sangue frio. Possui diabetes.
Era considerado um terrorista nos Estados Unidos e pagava-se como recompensa na Colômbia por sua captura 5 milhões de dólares. Jiménez é acusado de uma série de crimes que incluem sequestro, homicídio, terrorismo e rebelião.